# Mnesarete aenea
Mnesarete aenea – gatunek ważki z rodziny świteziankowatych (Calopterygidae). Występuje w Amazonii; stwierdzony w Brazylii, Boliwii i Peru.